# 1958 aux échecs
| Années des échecs : 1955 - 1956 - 1957 - 1958 - 1959 - 1960 - 1961    |
| Décennies des échecs : 1920 - 1930 - 1940 - 1950 - 1960 - 1970 - 1980 |

Cet article présente les faits marquants de l'année 1958 aux échecs.

## Événements majeurs
Mikhaïl Botvinnik remporte le Championnat du monde d'échecs 1958 qui l'oppose à Vassili Smyslov.

## Championnats nationaux
- Argentine : Herman Pilnik remporte le championnat[1],[2]. Chez les femmes, Celia Baudot de Moschini s’impose.
- Autriche : Alexander Prameshuber remporte le championnat[3]. Chez les femmes, Inge Kattinger s’impose [4].
- Belgique : Alphonse Franck remporte le championnat[5]. Chez les femmes, pas de championnat [6].
- Brésil : João de Souza Mendes remporte le championnat[7]. Chez les femmes, c’est Taya Efremoff qui s’impose.
- Canada : Pas de championnat[8].
- Chine : Xu Jialiang remporte le championnat[9].
- Écosse : James Macrae Aitken remporte le championnat[10].
- Espagne : Arturo Pomar remporte le championnat[11]. Chez les femmes, pas de championnat[12].
- États-Unis : Bobby Fisher remporte le championnat[Note 1],[Note 2],[13]. Chez les femmes, pas de championnat [14].
- Finlande: Kaarle Ojanen remporte le championnat[15].
- France : Claude Lemoine remporte le championnat [16]. Chez les femmes, pas de championnat[17].
- Inde : Pas de championnat[18]
- Iran : Houshang Mashian remporte le championnat[19].

- Pays-Bas : Hein Donner remporte le championnat[20]. Chez les femmes, c’est Fenny Heemskerk qui s’impose.
- Pologne : Pas de championnat[21].
- Royaume-Uni : Jonathan Penrose remporte le championnat[22].

- Suisse : Dieter Keller remporte le championnat [23]. Chez les dames, c’est Anna Näpfer qui s’impose[24].
- RSS d'Ukraine : Efim Geller remporte le championnat[25],[26], dans le cadre de l’U.R.S.S.. Chez les femmes, Nina Rusinkevich s’impose[27].
- RFP Yougoslavie : Svetozar Gligorić et Borislav Ivkov remportent le championnat[28],[29]. Chez les femmes, Verica Nedeljković s’impose.

## Naissances
- Gilles Andruet, champion de France en 1988
- Jesús María de la Villa García (30 juin), plusieurs fois champion d'Espagne

## Nécrologie
- 24 février : Karel Vaněk (en)
- 4 mai : Israel Kniazer (en)
- 11 mai : Enrique Reed (en)
- 8 juillet : Miroslav Havel
- 11 septembre : Carl Carls
- 21 décembre : Jacob Bernstein (en)